# Aaron Abrams (acteur)
Ne doit pas être confondu avec Aaron Abrams (rugby à XV).
Aaron Abrams, né le 12 mai 1978 à Toronto en Ontario au Canada, est un acteur de cinéma et de télévision canadien.

## Biographie
Né à Toronto, Abrams a joué un rôle régulier dans plusieurs séries, dont Hannibal, Blindspot, The State Within, Slings and Arrows et Runaway.
Il a également tenu des rôles secondaires dans les drames Amelia, avec Hilary Swank, et Flash of Genius, avec Greg Kinnear. Il a également tenu plusieurs rôles comiques (Jesus Henry Christ, Take This Waltz, Children Ruin Everything). Il a écrit et joué dans les films The Go-Getters et Young People Fucking, pour lesquels il a remporté un Canadian Comedy Award. Abrams a également écrit et produit The Lovebirds avec Issa Rae et Kumail Nanjiani,.

## Filmographie

### Cinéma
- 2016 : Enfant Terrible : Jack
- 2017 : From Jennifer de Frank Merle : Ralph Sinclair
- 2018 : Final Offer : Henry
- 2018 : The Open House de Matt Angel et Suzanne Coote : Brian Wallace
- 2019 : Code 8 de Jeff Chan : Davis
- 2020 : Les Tourtereaux (The Lovebirds) de Michael Showalter (+ scénariste)
- 2024 : Code 8 : Partie II (Code 8: Part II) de Jeff Chan
- 2025 : La Nuit des clowns (Clown in a Cornfield) d'Eli Craig : Dr. Maybrook

### Télévision
- 2003 : La Prison de glace : Patient
- 2003, 2006 : Slings & Arrows : Paul
- 2003 : Jane et Tarzan : Ralph
- 2004 : Kevin Hill : Livreur d'eau
- 2005 : This Is Wonderland : Garde de la sécurité
- 2005 : Kojak : Anthony "Tone" Tosetti
- 2005 : Trump Unauthorized : Un Paparazzi
- 2005 : Stargate Atlantis : Kanayo
- 2006, 2008 : Runaway : Tannen
- 2006 : Affaires d'États : Matthew Weiss
- 2007 : 'The Jane Show : Garth Gardiner
- 2007 : 'Til Death Do Us Part : Ben Milford
- 2007 : La Petite Mosquée dans la prairie : Dave Sharpe
- 2008 : MVP : Rob Cartwright
- 2009 : Flashpoint : Joel Graves
- 2009 : The Good Times Are Killing Me : Gary
- 2009 : Monsieur Décembre : Les Pizula
- 2010-2011 : Rookie Blue : Detective Donovan Boyd
- 2011 : NCIS : Los Angeles : Hector Lee
- 2011 : Air Crash : Patrick Harten
- 2012 : The L.A. Complex : Ricky Lloyd
- 2013-2015 : Hannibal : Brian Zeller
- 2013 : Played, les infiltrés : Marcus Jakes
- 2014 : Longmire : Vogel
- 2014 : Republic of Doyle : Dr. Jon Ronan
- 2014 : NCIS : Enquêtes spéciales : Todd Price
- 2015 : Les Experts : Cyber : Patrick Murphy
- 2016-2020 : Blindspot : Matthew Weitz
- 2016 : Faking It : Josh
- 2016 : First Murder : Doug Schwartz
- 2016 : Masters of Sex : Randy
- 2017 : Grey's Anatomy : Lance